# NGC 1347-2
NGC 1347-2 is een spiraalvormig sterrenstelsel in het sterrenbeeld Eridanus. Het sterrenstelsel bevindt zich dicht bij NGC 1347-1.

## Synoniemen
- PGC 816443
- ESO 548-27
- MCG -4-9-17
- VV 23
- Arp 39
- AM 0327-222